# Zabolottea, Volodîmîreț
Zabolottea (în ucraineană Заболоття) este o comună în raionul Volodîmîreț, regiunea Rivne, Ucraina, formată numai din satul de reședință.

## Demografie
Componența lingvistică a comunei Zabolottea
     Ucraineană (99,2%)
     Alte limbi (0,71%)
Conform recensământului din 2001, majoritatea populației comunei Zabolottea era vorbitoare de ucraineană (99,2%), existând în minoritate și vorbitori de alte limbi.